# San Vito al Torre
San Vito al Torre (Sant Vît de Tor, em friulano) é uma comuna italiana da região do Friuli-Venezia Giulia, província de Udine, com cerca de 1.300 habitantes. Estende-se por uma área de 11 km², tendo uma densidade populacional de 118 hab/km². Faz fronteira com Aiello del Friuli, Campolongo al Torre, Chiopris-Viscone, Medea (GO), Palmanova, Romans d'Isonzo (GO), Tapogliano, Trivignano Udinese, Visco.

## Demografia
| Variação demográfica do município entre 1861 e 2011                               |
|                                                                                   |
| Fonte: Istituto Nazionale di Statistica (ISTAT) - Elaboração gráfica da Wikipedia |